# Hallisgubbarna

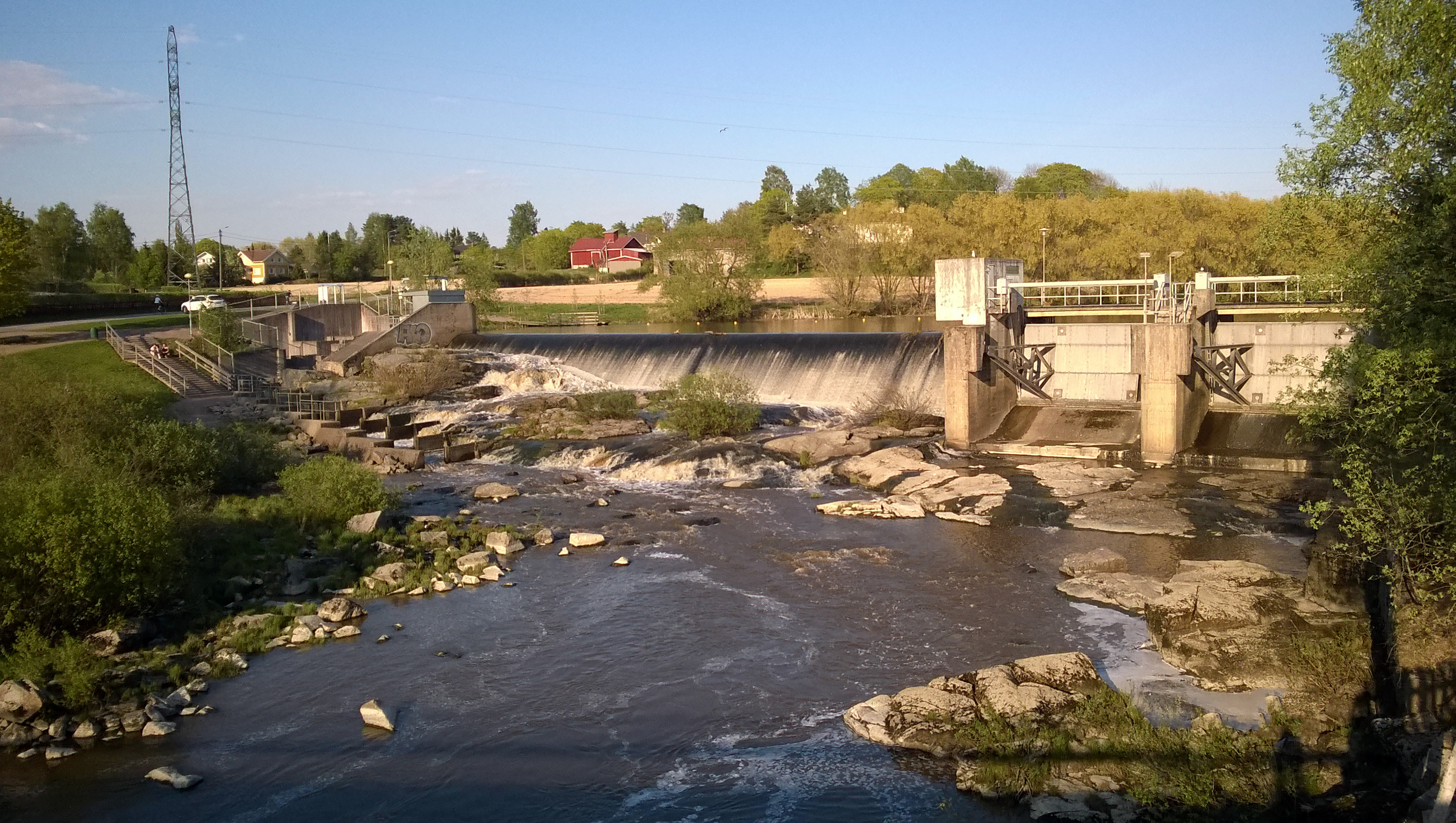
Hallis damm efter 1972

Hallisgubbarna (finska Halisten ukot) är benämningen på isblocken i en särskilt kraftig islossning i Hallis fors i Aura å. Forsen är den nedersta i ån och ligger ca 2,7 km uppåt från Åbos gamla centrum. Dess höjd är 7 m på en sträcka av 100 m.
Landhöjningen torde ha skapat Hallis fors omkring år 1000. Första gången forsen nämns är 1352 och det gällde då biskopens kvarndamm. År 1468 omtalas dominikanklostrets kvarn i forsen. Under Gustav Vasa drogs dessa liksom också ärkedjäknens kvarn in till kronan, som 1554 uppförde ytterligare en kvarn i forsen. Kvarnarna användes för sädesmalning och textilbearbetning. År 1635 överlät kronan kvarnplatsen till borgmästare och råd i Åbo. När platsen var etablerad började staden arrendera ut kvarnarna åt stadens borgare. Missväxtåren på 1690-talet och den följande krigsperioden under Stora nordiska kriget ledde till att kvarnarna fick förfalla och först 1722 började kvarnplatsen rustas upp på nytt. Kvarndammen vid Hallis fors bestod av två delar. Utgående från vardera stranden löpte två delar uppströms i ån och slutade vinkelrätt mot varandra. Delarna bestod av två timmerrader vars mellanrum fylldes med sten, lera och grus. Kvarnrännorna löpte längs stränderna. På våren kunde istäcket ovanför dammen smälta långsamt och ingen skada skedde. Andra gånger var snötäcket tjockt och temperaturen steg snabbt och höjde vattennivån. Även intensiva regnfall kunde få samma följd. Då sattes istäcket i ån i rörelse och kunde skada dammen och om flödet var tillräckligt intensivt sända tjocka isflak nedåt längs ån. Det uppstod ofta isproppar på platser där ån smalnade av eller där fysiska hinder fanns.
Den första gången som en svårartad islossning nämns i källorna är i rådsturättens protokoll 1697, den gången med benämningen Hallisherrarna. Vid det laget hade man redan börjat påla stränder som var särskilt utsatta för islossningen. Pålverken fick inte vara högre än att man kunde lyfta varor mellan stranden och båtarna i ån och gav därför inte stort skydd när islossningen var kraftig. Problemen med islossningarna försökte man under 1700-talets gång åtgärda på olika sätt. Från år 1739 började man såga isen för att minska isens kraft. Följande år inleddes muddringen av åns nedersta lopp för att underlätta isens vandring mot havet. Vid samma tid började man också ersätta pålraderna med stenkajer på de mest utsatta platserna, ett arbete som pågick till omkring 1780. Professorn vid Akademien i Åbo Johan Leche började 1749 följa med när islossningen i Aura å skedde eller, som han kallade det 1759, när Hallisgubbarna gick. Också vid Hallis fors försökte man minska på skadorna genom att bygga en stenmur som skydd för byggnaderna vid forsen. Man har räknat att trädammarna i Hallis förstördes 11 gånger under tiden 1744 till 1823. 
År 1824 överfördes forsrättigheterna från magistraten till stadens borgerskap och rätten till forsen auktionerades ut. Budgivningen vanns av apotekaren Erik Julin. Han uppförde en ny kvarnbyggnad och en ny kvarndamm av sten. Dammens ovansida var lägre uppåt ån och täckt med ekplankor. Avsikten var att Hallisgubbarna skulle föras över dammen och inte stöta mot den. Fallhöjden var knappt 6 meter. Följande år byggdes en bro över forsen som kunde tas in under islossningen. Redan 1837 måste den nya dammen repareras efter en islossning med Hallisgubbar som var 70-110 cm tjocka. Till år 1881 skedde en kraftigare islossning omkring vart tionde år och så sent som i maj. Därefter har islossningen  alltid ägt rum  senast i april. Åren 1921-1922 uppfördes på forsens södra sida Åbo stads vattenverk. På 1930-talet uppfördes också en permanent bro över forsen. År 1972 förnyades stendammen för vattenverkets behov. Dammen höjdes med drygt en meter och försågs med två segmentluckor så att man kunde reglera dammen vattenflöde. Även om Hallisgubbar har förekommit efter det har de varit sällsynta. Klimatändringen har under gångna 100 år tidigarelagt islossningen med 16 dygn. År 2008 var det första år då ån inte frös överhuvudtaget.